# العلاقات اليمنية مع الاتحاد الأوروبي
تتمتع الاتحاد الأوروبي واليمن بعلاقات طويلة الأمد، تعود إلى عام 1997 عندما تم توقيع أول اتفاقية تعاون رسمية. استمرت هذه العلاقة في النمو منذ ذلك الحين. في ديسمبر 2009، أنشأ الاتحاد الأوروبي تمثيل دبلوماسي كامل للجمهورية اليمنية. تتمتع العديد من الدول الأعضاء في الاتحاد الأوروبي بعلاقات قوية وتاريخية مع اليمن تعود إلى ثلاثينيات القرن الماضي. المملكة المتحدة وفرنسا وألمانيا وهولندا من بين المانحين الرئيسيين لليمن. تتمتع فرنسا بعلاقات اقتصادية بعيدة المدى بينما كانت إيطاليا أول دولة تفتح علاقات دبلوماسية مع اليمن. سبع دول أعضاء ممثلة في صنعاء: بلغاريا وفرنسا وألمانيا وإيطاليا وهولندا وإسبانيا والمملكة المتحدة.

## التاريخ
في عام 1978، بدأت المفوضية الأوروبية التعاون مع اليمن وتم إضفاء الطابع الرسمي على العلاقات في عام 1984 من خلال اتفاقية التعاون الإنمائي مع اليمن الشمالي، والتي تم تمديدها في عام 1995 لتشمل الدولة بأكملها بعد الوحدة في عام 1990. في يوليو 1998، دخل حيز التنفيذ اتفاقية تعاون إطاري معزز تركز على القضايا التجارية والتنموية والاقتصادية. يوفر الاتفاق الأساس لالتزام تعاقدي طويل الأجل بين المفوضية واليمن.
بعد الربيع العربي ورحيل الرئيس اليمني علي عبد الله صالح، حث البرلمان الأوروبي الممثل السامي على إعادة تقييم العلاقات مع اليمن. بينما كان البرلمان داعمًا للانتفاضة، ركز الممثل السامي على تنظيم إجلاء مواطني الاتحاد الأوروبي بسبب الخوف من الحرب الأهلية.

## التجارة
اعتمد اليمن بشكل كبير على صادرات النفط (90٪). يعتبر الاتحاد الأوروبي ثاني أكبر شريك استيراد له، ولكنه خامس أكبر شريك تجاري له بشكل عام.